# Nephodia ambigua
Nephodia ambigua är en fjärilsart som beskrevs av Paul Dognin 1908. Nephodia ambigua ingår i släktet Nephodia och familjen mätare. Inga underarter finns listade i Catalogue of Life.